# لموریا

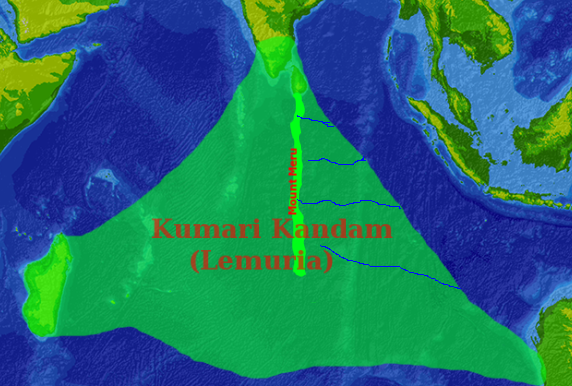
"لموریاً در ادبیات عرفان ناسیونالیست تامیل به عنوان کوماری کاندام که ماداگاسکار، جنوب هند و استرالیا را به هم متصل می‌کند (که بیشتر اقیانوس هند را پوشش می‌دهد).

لموریا (‎/lɪˈmjʊəriə/‎)، یا لیموریا، قاره‌ای بود که در سال ۱۸۶۴ توسط جانورشناس فیلیپ اسکلاتر پیشنهاد شد، نظریه‌ای که در زیر اقیانوس هند غرق شده است، که سپس توسط علوم خفیه در گزارش‌های فرضی خاستگاه بشری تصاحب شد. این نظریه با کشف زمین‌ساخت صفحه‌ای و رانش قاره‌ای در سدهٔ بیستم بی‌اعتبار شد.
این فرضیه به عنوان توضیحی برای حضور فسیل‌های لمور در ماداگاسکار و شبه قاره هند ارائه شد، اما نه در قاره آفریقا یا خاورمیانه بود. پیشنهاد زیست‌شناس ارنست هکل در سال ۱۸۷۰ مبنی بر اینکه لموریا می‌تواند خانه اجدادی انسان باشد، باعث شد که این فرضیه از محدوده زمین‌شناسی و جغرافیای جانوران خارج شود و محبوبیت آن را خارج از چارچوب جامعه علمی تضمین کند.

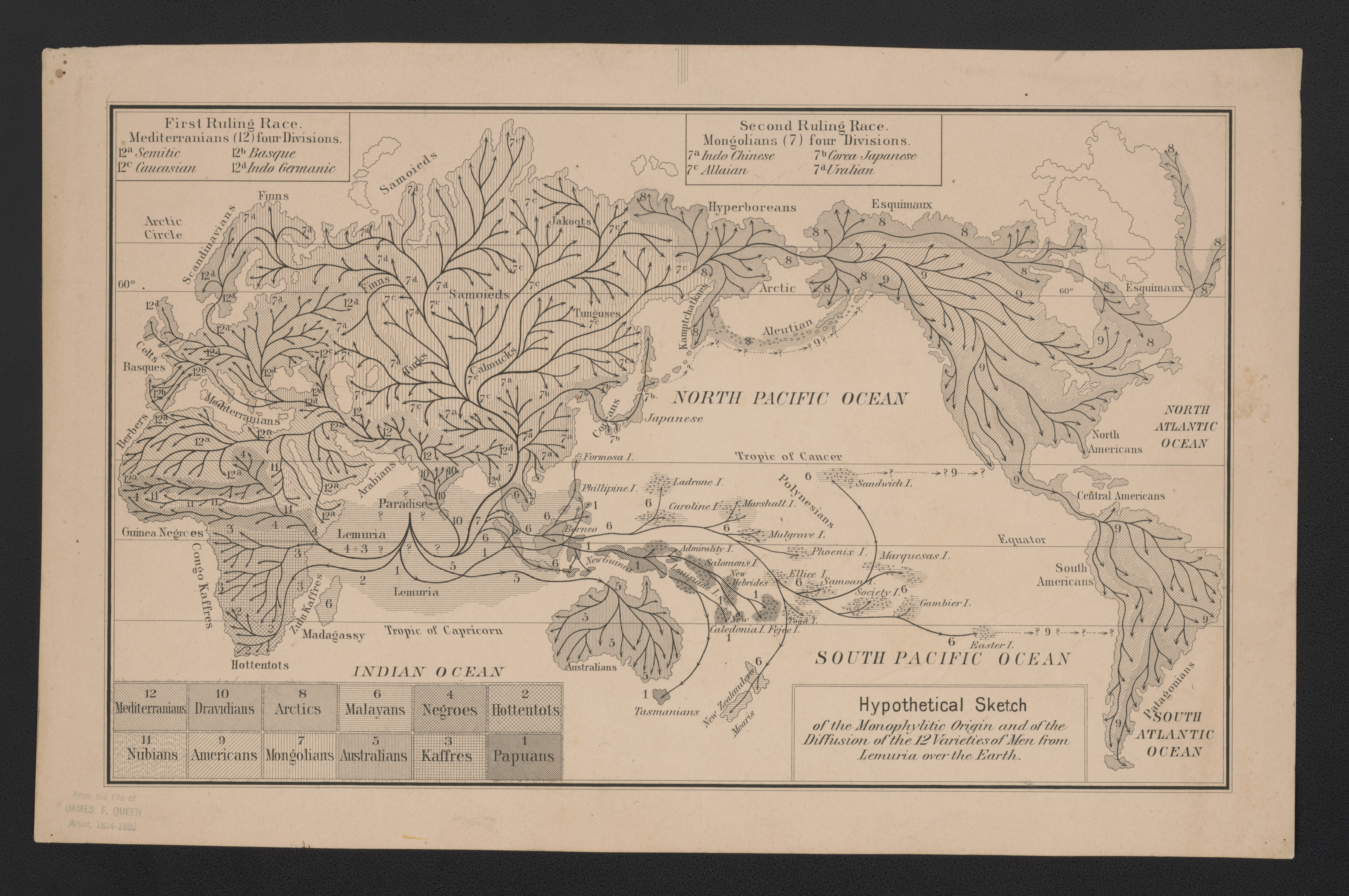
نقشه‌ای که خاستگاه "۱۲ نوع مرد" را از Lemuria (1876) توصیف می‌کند.

نشان قلمرو بریتانیایی اقیانوس هند با کتیبه (به لاتین) "Limuria is in our charge/ trust".

پس از کسب مقبولیت در جامعه علمی، مفهوم لموریا در آثار دیگر پژوهشگران ظاهر شد. ارنست هکل، آرایه‌شناس داروینی، لموریا را به عنوان توضیحی برای نبود " حلقه‌های گمشده " اولیه انسانی در پیشینهٔ فسیلی پیشنهاد کرد. به گفتهٔ منبع دیگری، هکل این تز را پیش از اسکلتر، بدون استفاده از نام «لموریا» مطرح کرده است.